# Skäckspinnare
Skäckspinnare (Endromis versicolora) är en art i ordningen fjärilar och den enda arten i familjen Endromidae.

## Kännetecken
Vingspannet hos hanen ligger mellan 45 och 65 millimeter och hos honan mellan 70 och 85 millimeter. Vingarna är brokiga i brunt och vitt, med svart, vinkelformigt böjd diskstreck samt svartbruna och vita tvärlinjer på de främre. Larven är grön med vita snedstreck på sidorna samt en puckelformig upphöjning på ryggsidan av näst sista leden.

## Utbredning
Skäckspinnaren finns i större delen av Sverige utom i fjällen. Den finns även i Finland och sydöstra Norge. I Danmark finns bara några mindre förekomster. Arten finns på norra Iberiska halvön, i Skottland och Centraleuropa och vidare österut genom Ryssland till ryska Fjärran östern. Populationen varierar mycket år från år.

## Levnadssätt
Fjärilen flyger redan i början av april fram till slutet av maj i södra Norden, senare längre norrut. Den är främst nattaktiv, men hanarna flyger ibland även dagtid. Honan lägger cirka 250 ägg. Larverna lever främst på björk men även på al och lind. Larverna förpuppas i slutet av juli eller början av augusti i en kokong på marken. Puppan övervintrar oftast en eller två vintrar, men ibland upp till fem vintrar.

## Bildgalleri

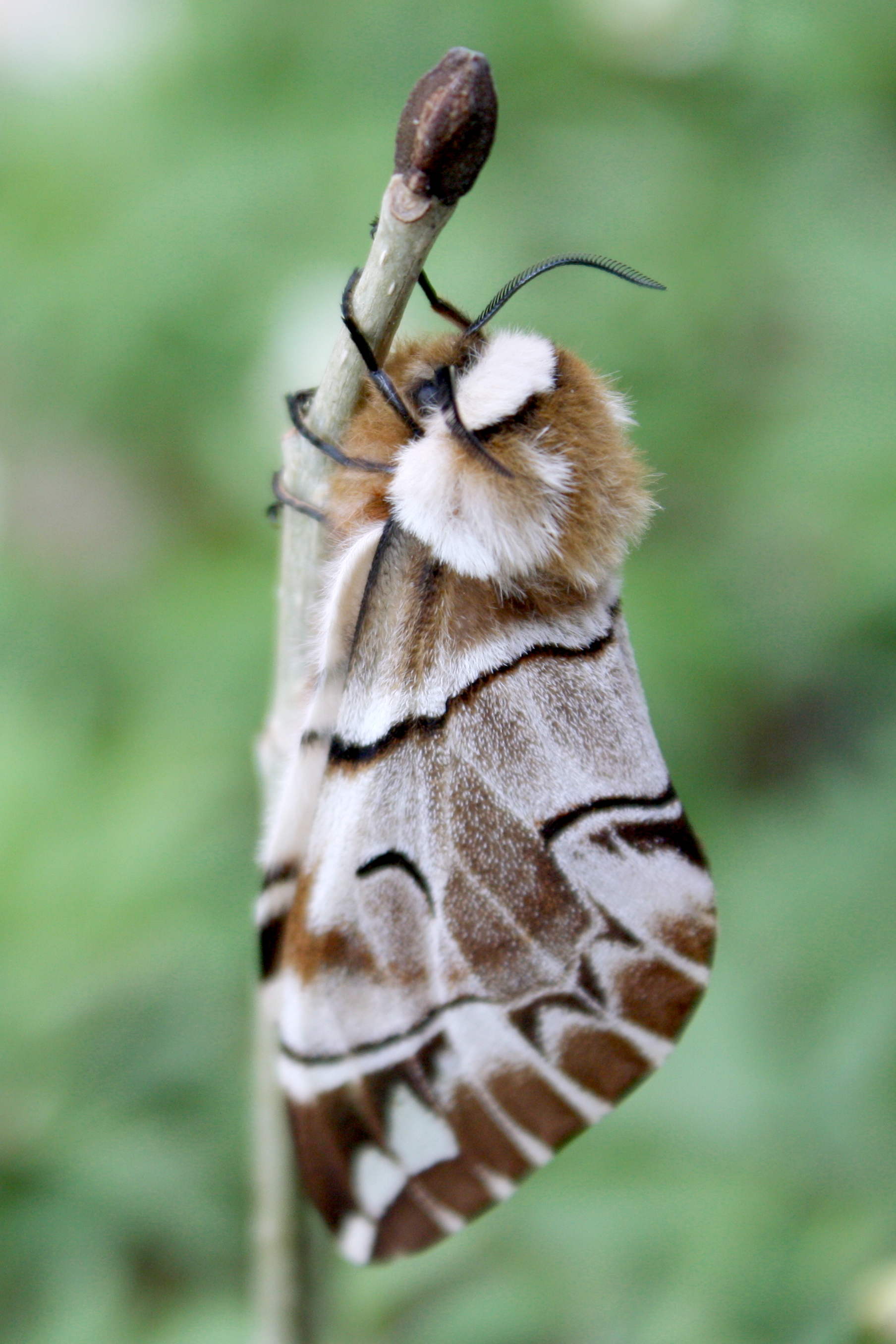
Imago hona
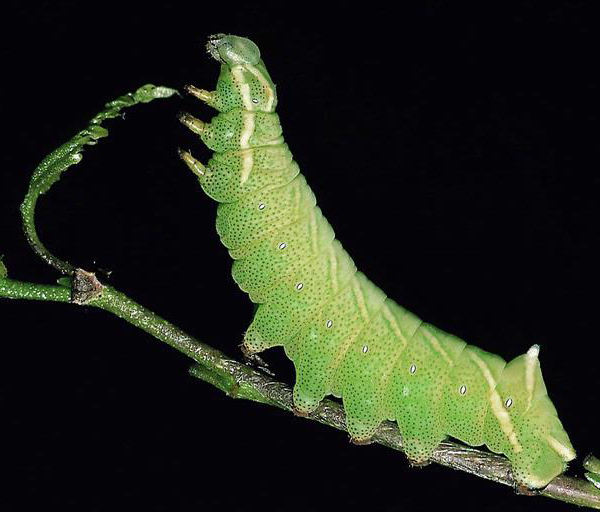
larv